# Atlants de Tula
Els atlants de Tula són quatre figures antropomorfes, pertanyents a la cultura tolteca, que es troben sobre la piràmide B, a la zona arqueològica de Tula, a l'estat d'Hidalgo, Mèxic, també denominada Tollan-Xicocotitlan. Fan poc més de 4,5 m d'alçària i estan llaurats en blocs de basalt encaixats. Són representacions de Quetzalcóatl com a «Estel del matí» (Tlahuizcalpantecuhtli), abillat de guerrer tolteca, amb un pectoral de papallona, un átlatl, dards, un ganivet de sílex i una arma corba que és molt característica de les representacions guerreres d'aquesta cultura. Inicialment subjectaven el sostre del temple situat al cim de la piràmide, d'ací el nom d'atlants.

## Història
Els atlants es troben a la part superior del temple de Tlahuizcalpantecutli, també anomenat "Estel del matí", des de la qual s'albira tota la plaça principal. Les estructures semihumanes es caracteritzen pel gran volum (una mostra de la destresa que tenien els tolteques per a llaurar pedres). L'edifici més important de la zona és el Palau Cremat, que es troba al costat nord-est de la plaça: la seua importància rau que, d'acord amb les recerques de l'Institut Nacional d'Antropologia i Història (INAH), l'estructura devia ser l'axis mundi del recinte sagrat i, per tant, l'eix central de construcció de la ciutat. Aquesta piràmide, i alguns altres edificis del jaciment, estan relacionats amb la classe mitjana de Tula, que és un ressò dels tolteques de la cultura Teotihuacana; tot l'anterior està relacionat amb els grups teotihuacans i els tolteques txitximeques del nord en la fundació de Tula, (cap al 700 de). L'esplendor de la ciutat s'ha datat d'entre els anys 900 i 1000 de; durant aquest temps, Tula tenia gairebé 16 km² d'extensió, per la qual cosa l'actual zona en arqueològica només representa aproximadament el 12% de tot el territori tolteca.
Els descobrí al 1940 l'arqueòleg Jorge Ruffier Acosta.

## Galeria

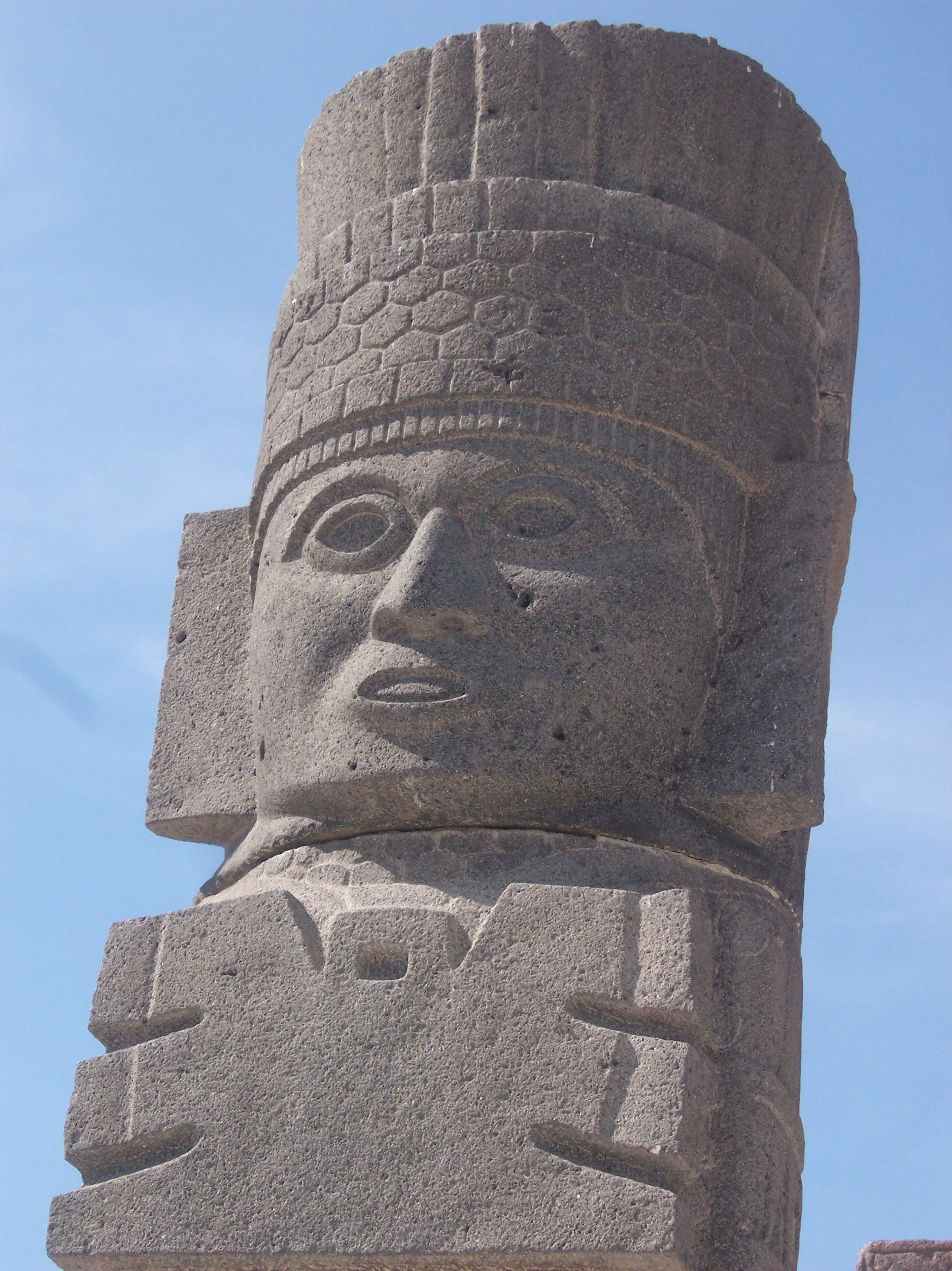
Detall d'un atlant
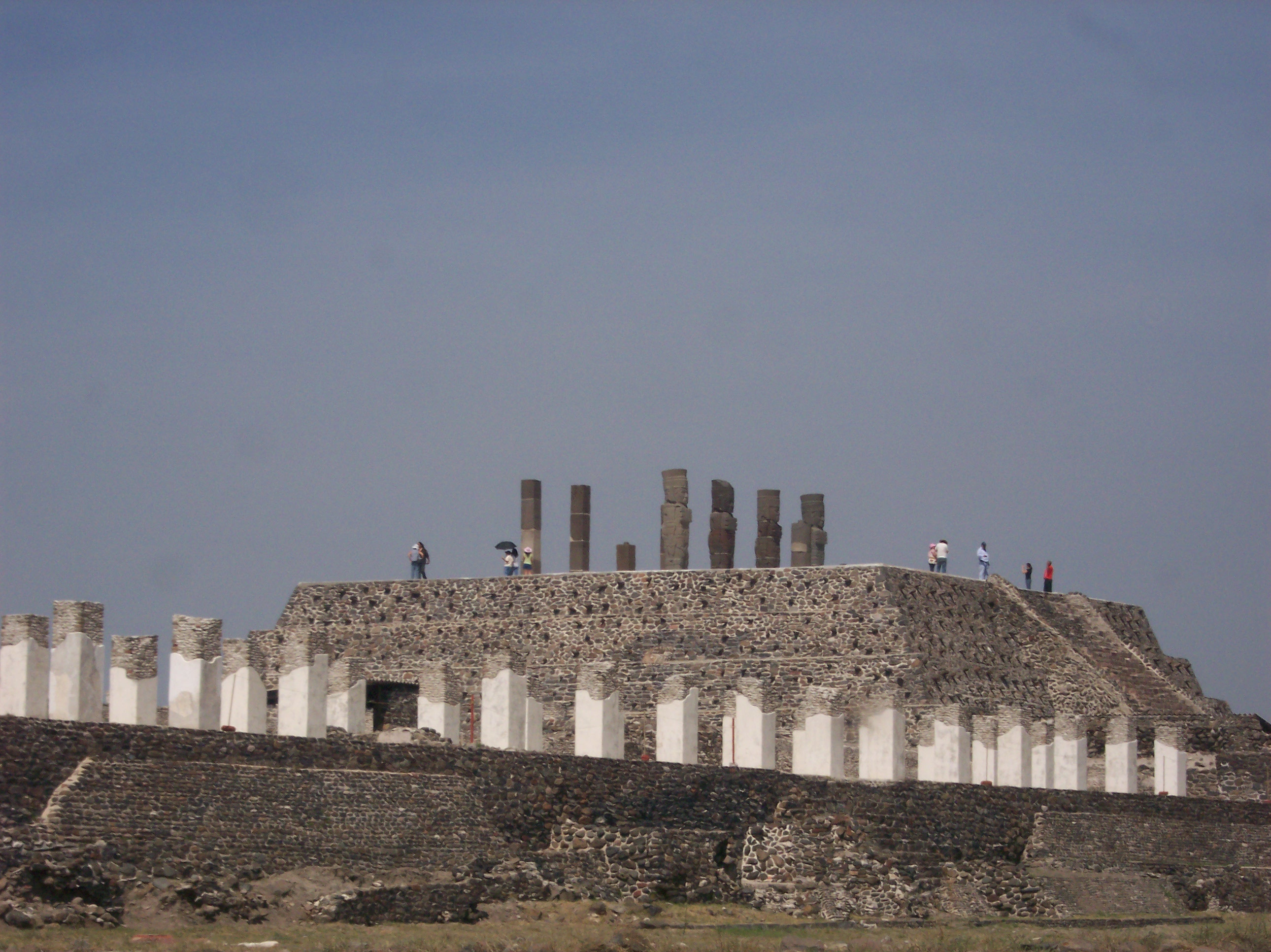
Vista general de la piràmide
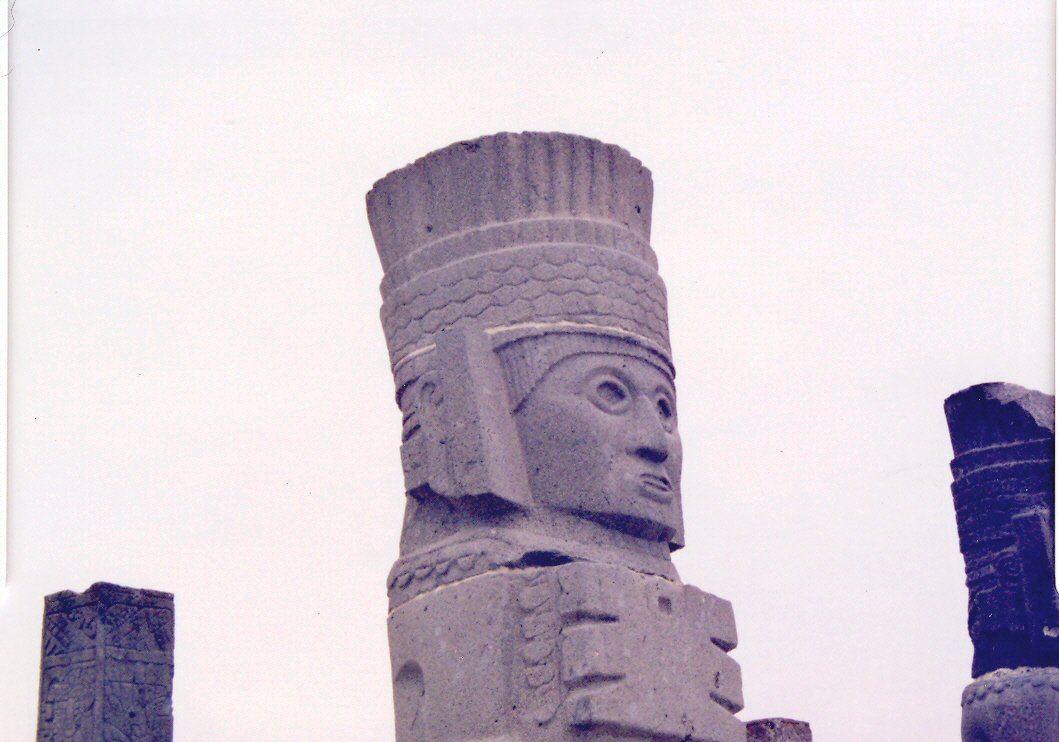
Detall